# Starscheje
Starscheje (russisch Старшее) ist ein Dorf (selo) in der Oblast Kursk in Russland. Es gehört zum Rajon Chomutowka und zur Landgemeinde (selskoje posselenije) Romanowski selsowjet.

## Geographie
Der Ort liegt gut 115 km Luftlinie nordwestlich des Oblastverwaltungszentrums Kursk im südwestlichen Teil der Mittelrussischen Platte, 10 km nordöstlich des Rajonverwaltungszentrums Chomutowka, 6,5 km vom Sitz des Dorfsowjet – Romanowo, 23 km von der Grenze zwischen Russland und der Ukraine, am Zusammenfluss der Flüsse Chatuscha und Romanowski in Sew (Nebenfluss der Nerussa).

### Klima
Das Klima im Ort ist wie im Rest des Rajons kalt und gemäßigt. Es gibt während des Jahres eine erhebliche Niederschlagsmenge. Dfb lautet die Klassifikation des Klimas nach Köppen und Geiger.

## Bevölkerungsentwicklung
| Jahr | Einwohner |
| ---- | --------- |
| 2002 | 239       |
| 2010 | 147       |

Anmerkung: Volkszählungsdaten

## Verkehr
Starscheje liegt 9 km von der Fernstraße föderaler Bedeutung M3 Ukraina (Moskau – Kaluga – Brjansk – Grenze zur Ukraine), 1 km von der Straße A 142 (Trosna – M3 Ukraina), 7,5 km von der Straße regionaler Bedeutung 38K-040 (Chomutowka – Rylsk – Gluschkowo – Tjotkino – Grenze zur Ukraine), an der Straße interkommunaler Bedeutung 38N-659 (A142 – Starscheje – Melnitschischtsche – Klinzy) und 32,5 km von der nächsten Eisenbahnhaltestelle 525 km (Eisenbahnstrecke Nawlja – Lgow-Kijewskij).
Der Ort liegt 207 km vom internationalen Flughafen von Belgorod entfernt.